# Hōjō Tokimura
Hojo Tokimura (北条時村, 1242-1305), membre du clan Hōjō, est le neuvième rensho (assistant du shikken) de 1301 jusqu'à sa mort en 1305. Il est également septième kitakata Rokuhara Tandai (chef de la sécurité intérieure à Kyoto) de 1277 à 1287. 
Il est tué en 1305 par Hojo Munekata, qui à son tour est tué par ses propres gens. 

## Source de la traduction
- (nl) Cet article est partiellement ou en totalité issu de l’article de Wikipédia en néerlandais intitulé « Hojo Tokimura » (voir la liste des auteurs).